# Élément à turbine à gaz
Pour les articles homonymes, voir ETG.
,
L'élément à turbine à gaz (ETG), ou turbotrain de première génération, est une rame automotrice propulsée par une turbine à combustion et un moteur Diesel, fruit de cinq années de recherches et développement menées sur le prototype expérimental TGS.
Dans une composition indéformable de quatre caisses (deux motrices encadrant deux remorques), les quatorze ETG entrent en service entre 1970 et 1972 sur la ligne Paris — Caen — Cherbourg où ils améliorent de manière notable les temps de parcours et le confort proposé aux voyageurs. Ils sont cependant remplacés dès 1975, sur cette relation dont la fréquentation s'est fortement accrue, par les rames à turbine à gaz (RTG, turbotrains de seconde génération), plus puissantes et d'une capacité supérieure. Ils sont mutés et desservent alors les lignes non électrifiées autour de Lyon, avant d'être radiés, pour les derniers, le 31 décembre 1999.

## Genèse de la série

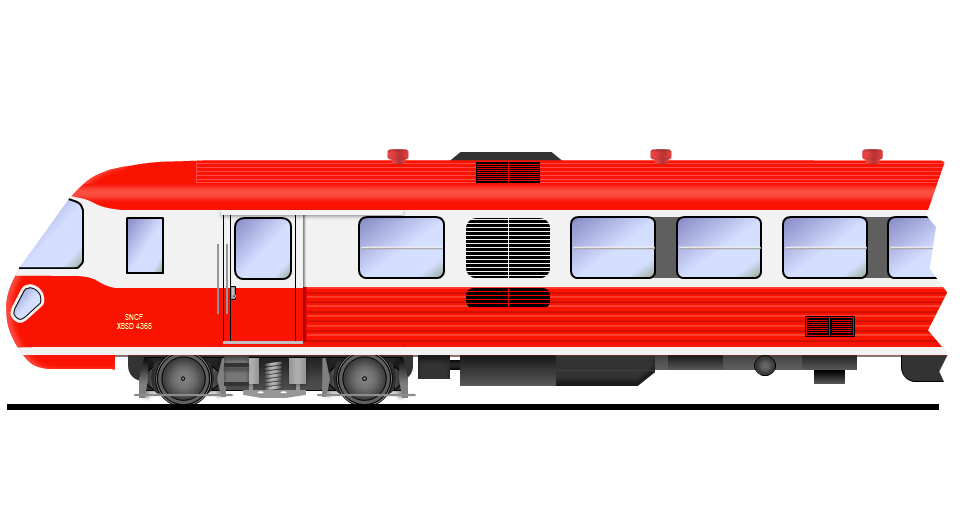
Dessin du prototype TGV-TGS. motrice Diesel

En 1967 la SNCF met en service le prototype TGV-TGS. Il s'agit d'un élément automoteur diesel de la série X 4300 modifié, dont la motorisation est complétée par le montage d'une turbine à gaz, issue de la filière aéronautique et dérivée du modèle équipant les hélicoptères Super Frelon, remplaçant un des deux moteurs. Cet engin démontre la capacité de ce type de motorisation à équiper des rames destinées à rouler à une vitesse commerciale élevée (le prototype atteint aux essais 252 km/h) dans de bonnes conditions de confort pour les passagers. Les essais réalisés sur la ligne Paris — Caen — Cherbourg amènent la SNCF à commander dès novembre 1968 dix rames de série utilisant le même principe de motorisation mixte (diesel et turbine) destinées à circuler sur cette ligne.

## Description

### Caractéristiques techniques
La structure des caisses, et notamment des remorques, est comparable à celle des EAD, comme les flancs nervurés des voitures le rappellent. Les ateliers de construction du Nord de la France ont en charge leur fabrication. Les faces frontales des motrices sont réalisées en polyester mais possèdent un caisson métallique d'absorption des chocs en partie basse. L'ETG est formé de quatre voitures dans une composition indéformable : une motrice, propulsée par une turbine à gaz Turboméca Turmo III F1 de 820  puis   857 kW, deux remorques et une motrice propulsée par un moteur diesel Saurer SDHR de 336 kW, fabriqué par la société des Forges et Ateliers du Creusot, installé sous la caisse et qui ne sert qu'au démarrage jusqu'à la vitesse de 40 km/h environ. La technologie de l'époque ne permettant pas d'utiliser les turbines à gaz pour faire démarrer un train, la SNCF doit commander des rames à motorisation mixte, disposant à une des extrémités d'une motrice diesel aux caractéristiques comparables à celle des éléments automoteurs doubles (EAD).
La mise en route de la turbine Turmo III F1 exige une procédure bien spécifique. Le lancement doit se faire en utilisant un carburant sans paraffine (PSP), plus cher que le gazole, et ce n'est que lorsqu'elle a atteint sa vitesse de rotation nominale de 31 900 tr/min que la turbine peut être alimentée au gazole. Cette particularité impose la présence de réservoirs et de circuits d'alimentation séparés. Pour s'affranchir de cette obligation, les Turmo III F1 sont remplacées à partir de 1981 par des Turmo III H1 qui fonctionnent avec du gazole à toutes les phases de leur cycle, sont d'une puissance équivalente aux Turmo III C3 améliorées tout en consommant moins. Les équipements spécifiques au PSP sont alors démontés. 
Si le moteur diesel est relié à son bogie par une boîte de vitesses mécaniques De Dietrich et un coupleur hydraulique comme sur les premières séries d'EAD, la transmission du mouvement de la turbine à gaz se fait par l'intermédiaire d'une boîte hydrodynamique Voith comprenant un convertisseur de couple, un réducteur et un inverseur. Dans chacune des motrices, la transmission entraîne un alternateur alimentant tous les circuits électriques de la rame.
| - relâché. - appliqué. |

Les bogies, qu'ils soient moteurs ou porteurs, sont eux aussi étroitement dérivés de ceux des EAD. Les ETG possèdent un frein électromagnétique à patin et des freins pneumatiques à sabot classiques sur chaque bogie, ce qui a pour effet d'assurer un très bon freinage et une forte décélération, les seconds restant seuls opérationnels au-dessous d'une vitesse d'environ 30 km/h.
Les rames ETG sont conçues pour atteindre une vitesse maximum de 180 km/h, même si elles sont limitées en service commercial à 160 km/h. Sur des lignes non électrifiées comme celle de Paris à Cherbourg, près de 325 km sur les 370 de la ligne sont aménagés pour permettre des pointes de vitesse de 140  à   160 km/h, soit un temps de parcours 20 % plus rapide qu'auparavant.

### Aménagements intérieurs et livrée
Les engins offrent en tout 188 places assises (56 en première classe et 132 en seconde), avec quatre sièges individuels de front par rangée. Ces aménagements comprennent par ailleurs un restaurant en libre service de 14 places assises et sont appréciés des voyageurs, même si la disposition des sièges en première classe, quatre de front comme sur les EAD, n'est pas optimale. Les rames comportent à l'origine deux salles de première classe, une « fumeurs » et une « non fumeurs ». Lorsque les ETG sont affectés à la région Rhône-Alpes, la salle « fumeurs » passe en seconde classe. Les équipements de restauration à bord sont supprimés, en raison de la durée moindre des trajets, au profit de 10 fauteuils supplémentaires de seconde classe. La capacité de la rame s'établit alors à 32 voyageurs en première classe et 166 en seconde,. Le chauffage des espaces voyageurs s'effectue, dans la motrice diesel, grâce à l'air pulsé réchauffé par l'eau de refroidissement du moteur. Dans chacune des trois autres voitures, un brûleur à combustible liquide installé sous le plancher avec air pulsé assure cette fonction.
Le style des rames est dû à Paul Arzens, qui s'est inspiré pour le dessin des faces frontales de l'Œuf électrique, une automobile qu'il a créée — les postes de conduite autorails panoramiques X 4200, qu'il a également conçus, ont le même aspect. La livrée beige et blanche est inédite.

## Carrière et services
La commande des dix premières rames est notifiée aux Ateliers de construction du Nord de la France (ANF) par avenants à des commandes concernant à l'origine des EAD, signés en 1968 et 1969. Elles sont livrées à la SNCF entre le 22 janvier et le 1er août 1970. Quatre rames supplémentaires, commandées le 18 mars 1971, sont livrées entre le 28 mai et le 8 juillet 1972.
Une présentation officielle de ce nouveau matériel par la SNCF a lieu en mars 1970 à la gare de Paris-Saint-Lazare.

### Lignes desservies par les ETG

Lignes parcourues par les ETG pendant leur carrière.

Les ETG sont déployés sur la ligne Paris — Caen — Cherbourg dès leur mise en service en mars 1971 mais aussi sur Paris — Trouville-Deauville — Dives-Cabourg. Ils sont alors rattachés au dépôt de Caen, déjà chargé de l'entretien de plusieurs séries d'autorails. Les ETG sont rapidement victimes de leur succès sur ces lignes. La demande est telle que leur capacité est insuffisante, malgré des modifications qui permettent leur fonctionnement en jumelage, deux rames attelées conservant chacune son conducteur, et que le recours à des trains classiques est parfois nécessaire aux vues de l'affluence en fin de semaine. Leur remplacement par des RTG plus puissantes et d'une capacité supérieure, en 1975, va résoudre le problème.
C'est alors qu'ils seront transférés au dépôt de Vénissieux avant d'être mutés en 1985 à celui de Lyon-Vaise ; pendant cette période, ils seront affectés à la desserte de lignes de la région lyonnaise :
- Lyon — Grenoble (dès le 1er juin 1975 et jusqu'en 1993).
- Valence — Grenoble — Chambéry — Genève, sur la « ligne du Sillon alpin » (dès le 28 septembre 1975).
- Lyon — Chambéry — Annecy (dès décembre 1975).
- Besançon — Dijon — Clermont-Ferrand (en fin de carrière).
- Lyon — Clermont-Ferrand (par Saint-Étienne et Thiers ou par Roanne et Vichy).
- Clermont-Ferrand — Dijon — Nancy — Metz.

### Bilan
Les caractéristiques techniques des ETG, forte puissance massique grâce à une turbine de conception aéronautique, légèreté des engins, faible charge par essieu engendrant une agressivité minimale pour la voie, surtout dans les courbes — cette qualité est héritée du TGV-TGS —, les autorisent à circuler à 160 km/h, là où des trains classiques sont limités à 140, voire à 130 km/h. Le démarrage des rames avec le moteur diesel procure une nervosité supplémentaire aux ETG qui sont capables de plus fortes accélérations, ce qui n'est pas le cas des rames à motorisation intégrale par turbines à gaz qui se montrent par contre plus aptes à maintenir une vitesse élevée régulière. Le vif succès rencontré par les nouveaux services interurbains à fréquence élevée sur Paris — Cherbourg ouvrent la voie aux futures RTG qui commencent à circuler en 1973 dans la région Lyonnaise.
Le principal reproche fait aux ETG est leur capacité insuffisante, découlant d'un nombre de caisses limité à quatre par rame pour tenir compte de la puissance de l'engin. La consommation et la maintenance des turbines à gaz demeurent, malgré toutes les améliorations apportées, des points sensibles. Pour y remédier, la confection de rames triples avec deux motrices diesel encadrant une remorque dans une configuration comparable aux X 4900 est envisagée mais ne se concrétise pas. Les radiations s'échelonnent de 1989 au 30 décembre 1999, les dernières circulations régulières des engins ayant lieu le 30 mai 1999 avant d'être reprises par des X 72500. L'ensemble du parc affiche un parcours cumulé d'environ 60 millions de km.

## « Seconde vie » et préservation

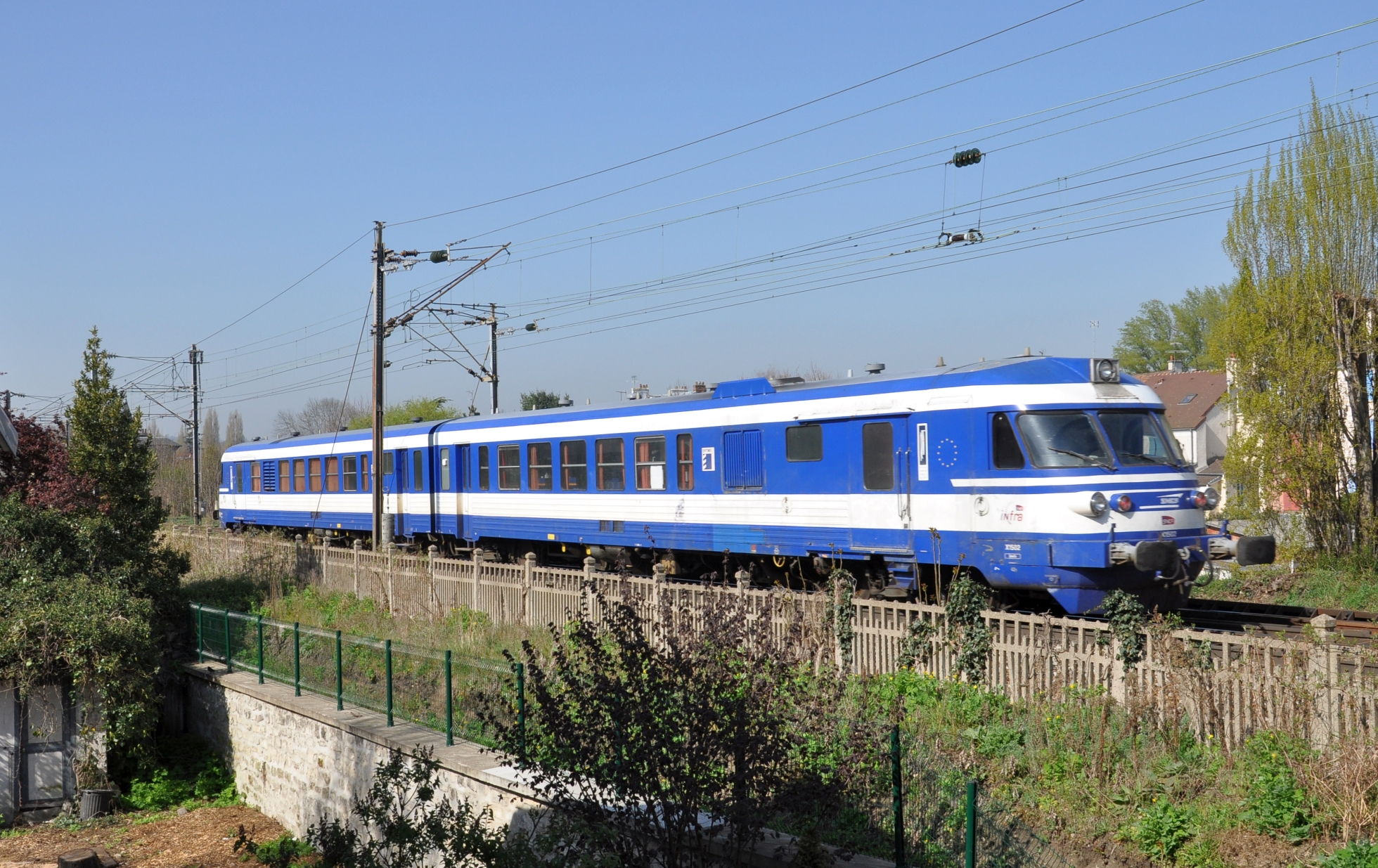
La rame ERTMS ex-Astrée en 2012.

Les motrices diesel T 1511 et T 1512 sont récupérées et transformées pour devenir en 1993 le X 1501/X 1502, prototype « Astrée » (programme d'étude d'un système d'automatisation du suivi de localisation des trains par radars embarqués). À nouveau modifiée en 2001, la rame devient le prototype ERTMS (système de signalisation européen). Cette rame qui reste la propriété de SNCF Réseau est préservée en 2018 par l'Association du Train Touristique du Centre Var.
Hormis ces deux motrices diesel, aucune voiture d'un ETG n'est conservée, les dernières étant mises à la ferraille vers la fin des années 2000.

## Modélisme
Seule la marque artisanale Apocopa a produit une caisse en résine de synthèse avec vitrages afin de réaliser une rame ETG. Un article du no 35 de la revue Voies Ferrées (mai-juin 1986) montre la transformation d'un EAD triple en ETG.